# Flint (Wales)
Flint (walisisch Y Fflint) ist eine Stadt in der walisischen Grafschaft Flintshire.

## Geografie
Flint liegt südlich der Trichtermündung des Flusses Dee, der hier unter starkem Gezeiteneinfluss steht.

## Geschichte
Flint hat die älteste Städteverfassung in Wales. Sie geht zurück auf das Jahr 1284.
Bekannt ist auch das Schloss, mit dessen Bau Eduard I. im Jahr 1277 begann und das in Shakespeares Drama Richard II. eine Schlüsselrolle spielt.
Aus Flint stammen Ian Rush und die Vorfahren des US-amerikanischen Schauspielers Tom Cruise.

## Weblinks

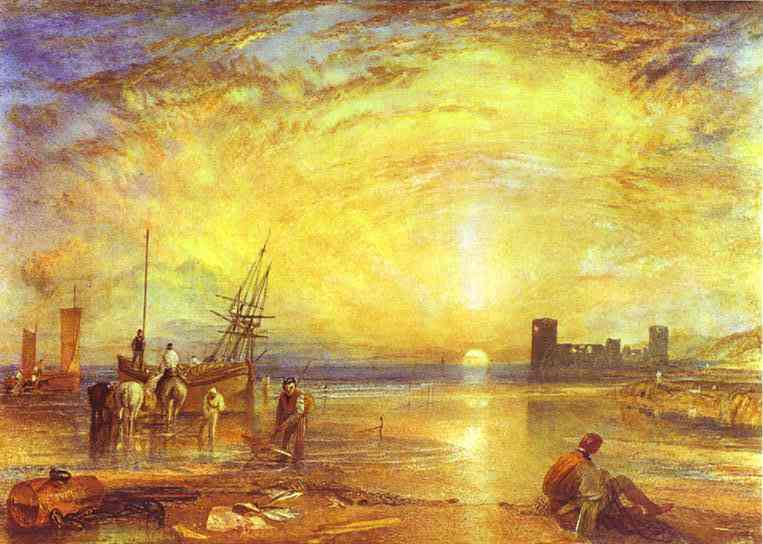
William Turner: Flint Castle, 1838